# Karen Armstrong
Karen Armstrong (Wildmoor, Worcestershire, Anglaterra, 14 de novembre de 1944) és un autora britànica i comentarista coneguda pels seus llibres sobre religió comparada. Pertany a l'Orde de l'Imperi Britànic i a la Royal Society of Literature. És exmonja catòlica, que va passar d'una fe cristiana conservadora a una de més liberal i mística. Va assistir al St Anne's College, Oxford, es va especialitzar en anglès. Es va desil·lusionar i va abandonar el convent el 1969. Va saltar primer a la fama el 1993 amb el seu llibre A History of God (Una història de Déu, obra traduïda al castellà), que parla sobre 4.000 anys de recerca del judaisme, el cristianisme i l'islam. El seu treball se centra en els aspectes comuns de les grans religions, com la importància de la compassió i la Regla d'Or.
Armstrong va rebre del premi TED 100.000 $ al febrer de 2008. Ella va utilitzar aquesta ocasió per demanar la creació d'una Charter for Compassion (Carta per la Compassió), que va ser presentada l'any següent.
El maig de 2017 fou guardonada amb el Premi Príncep d'Astúries de Ciències Socials.